# R176 (route russe)
La R176 « Viatka » est une autoroute fédérale de Russie qui s'étire sur 872 kilomètres de Tcheboksary à Syktyvkar.

## Parcours

La R176 au-dessus du barrage de Tcheboksary, en direction de Tcheboksary

| km                   | Lieu             | Croisement  |
| Tchouvachie          | Tchouvachie      | Tchouvachie |
| -------------------- | ---------------- | ----------- |
| 0                    | Kugessi          | E22         |
| 10                   | Tcheboksary      |             |
| 23                   | Novotcheboksarsk |             |
| République des Maris |                  |             |
| 42                   | Sidelnikovo      |             |
| 61                   | Tair             |             |
| 95                   | Iochkar-Ola      | Р24         |
| 105                  | Iochkar-Ola      |             |
| 158                  | Orchanka         |             |
| Oblast de Kirov      |                  |             |
| 207                  | Iaransk          |             |
| 243                  | Touja            |             |
| 315                  | Kotelnitch       |             |
| 365                  | Orlov            |             |
| 410                  | Kirov            | Р243        |
| 442                  | Yourya           |             |
| 490                  | Mourachi         |             |
| République des Komis |                  |             |
|                      | Obiatchevo       |             |
|                      | Vizinga          |             |
|                      | Vylgort          |             |
| 872                  | Syktyvkar        |             |